# Alfons Waissar
Alfons Waissar, psán také Waisar (1. srpna 1895 Bystřice pod Hostýnem – 18. května 1971 Bystřice pod Hostýnem) byl český hudební vědec, muzejní pracovník a pěvec.

## Život
Věnoval se zprvu dráze zpěváka – tenoristy a sběratele písní folklóru z Valašska, k nimž ho přivedl učitel František Táborský, který v rodné Bystřici trávil mnohé prázdniny. Badatelský zájem o Bedřicha Smetanu a členství ve Společnosti Bedřicha Smetany jej přivedly do Prahy. Ve 30. letech nastoupil do Národního muzea, pro něž vybudoval Muzeum Bedřicha Smetany, které vedl až do svého zatčení. Byl nacisty deportován do koncentračního tábora, mj. do Dachau. Do Prahy se vrátil až po osvobození v červnu 1945. Úloze hudby při věznění později věnoval článek. V letech 1945–1955 byl ředitelem Českého muzea hudby, po penzionování se vrátil do rodné Bystřice pod Hostýnem, kde zemřel a je také pohřben.